# Theodor Klüber
Theodor Klüber (* 7. Mai 1905 in Schweinfurt; † 10. Mai 1982 in der Schweiz) war ein deutscher Unternehmer.

## Leben
In Schweinfurt und Augsburg besuchte Theodor Klüber die humanistischen Gymnasien. Danach absolvierte er eine zweijährige Drogistenlehre und machte erste berufliche Erfahrungen. 1925 trat er in die Mineralölgroßhandlung Jacob Böhm in München ein und wurde bereits 1926 zum Prokuristen berufen.
Am 1. April 1929 gründete er in München ein eigenes Unternehmen, das Einzelhandelsunternehmen „Theodor Klüber“ für Mineralölprodukte, mit der Absicht Spezialschmierstoffe zu entwickeln und herzustellen, die in ihrer Qualität einmalig sein sollten. Die Entwicklung des Unternehmens wurde nach der Unterbrechung durch den Zweiten Weltkrieg auf dem Betriebsgelände in München fortgeführt.
Theodor Klüber widmete sich dem Wiederaufbau, unterstützt durch seine Mitarbeiter. Er trennte sich vom Betrieb von Tankstellen und wandte sich schließlich ganz der Entwicklung und Produktion von Spezialschmierstoffen zu, die von der Industrie gefordert wurden.
Die erste ausländische Tochtergesellschaft wurde 1958 in Belgien gegründet; weitere Vertriebs- und Produktionsstätten folgten weltweit. 1959 hatte die Internationalität auch Einfluss auf die Unternehmensbezeichnung, der neue Unternehmensname wurde Klüber Lubrication.
Sein instabiler Gesundheitszustand war Anlass für Klüber nach einem Unternehmen zu suchen, das das Unternehmen in seinem Sinne fortführen würde. Die Bekanntschaft mit Richard Freudenberg führte schließlich dazu, dass Theodor Klüber 1966 sein Unternehmen an die Unternehmensgruppe Freudenberg mit Sitz in Weinheim verkaufte.
Er blieb noch bis 1980 Aufsichtsratsvorsitzender von Klüber Lubrication.
Theodor Klüber war sportlich. Eine Leidenschaft galt dem Fußball als aktiver Spieler und Torwart. Der musikalische Evergreen von 1950 „Der Theodor, der Theodor, der steht bei uns im Fußballtor“ wurde Theodor Klüber 1948 vom Komponisten Werner Bochmann gewidmet; beide kannten sich aus dem gemeinsamen Wohnort Schliersee in Bayern.
Der Text stammt von Kurt Feltz, gesungen wurde das Lied von Theo Lingen.

## Quelle
- Unternehmensarchiv Klüber Lubrication München

| Personendaten    | Personendaten         |
| ---------------- | --------------------- |
| NAME             | Klüber, Theodor       |
| KURZBESCHREIBUNG | deutscher Unternehmer |
| GEBURTSDATUM     | 7. Mai 1905           |
| GEBURTSORT       | Schweinfurt           |
| STERBEDATUM      | 10. Mai 1982          |
| STERBEORT        | Schweiz               |